# سنت-فامی، کبک
سَنت-فَمی (به فرانسوی: Sainte-Famille) قصبه‌ای در منطقه شهری لیل-دورلئان ناحیه کاپیتل-ناسیونال در استان کبک کانادا است. در سرشماری سال ۲۰۱۱ این قصبه ۸۶۹ نفر جمعیت داشته‌است و مساحت آن ۴۶٫۴۳ کیلومتر مربع است.